# Auguste Perdonnet
Jean-Albert-Vincent-Auguste Perdonnet, (Pariz, 12. ožujka 1801. — Cannes, 27. rujna 1867.), bio je francuski inženjer.
Poslije studija na École des mines u Parizu, putuje u Njemačku i Englesku. Po povratku u domovinu objavljuje zajedno s Léonom Costeom prvi francuski pisani dokument o željeznici, Mémoire sur les chemins à ornières (1829). Postao je 1845. upravni direktor željezničke kompanije Chemins de fer de l'Est. Od 1831. držao je predavanja o izgradnji željeznica na École centrale des arts et manufactures, a kasnije postaje direktor tog instituta. Od njegovih brojnih zapisa o željeznici treba posebice izdvojiti  Portefeuille de l'ingenieur des chemins de fer (tri dijela, 1843., zajedno s Camilleom Polonceauom, reizdanje 1859.) i Traité elementaire des chemins de fer (1855. – 56). Njegovo ime nalazi se na popisu 72 znanstvenika ugraviranih na Eifellovom tornju.